# Controvérsias envolvendo Najib Razak

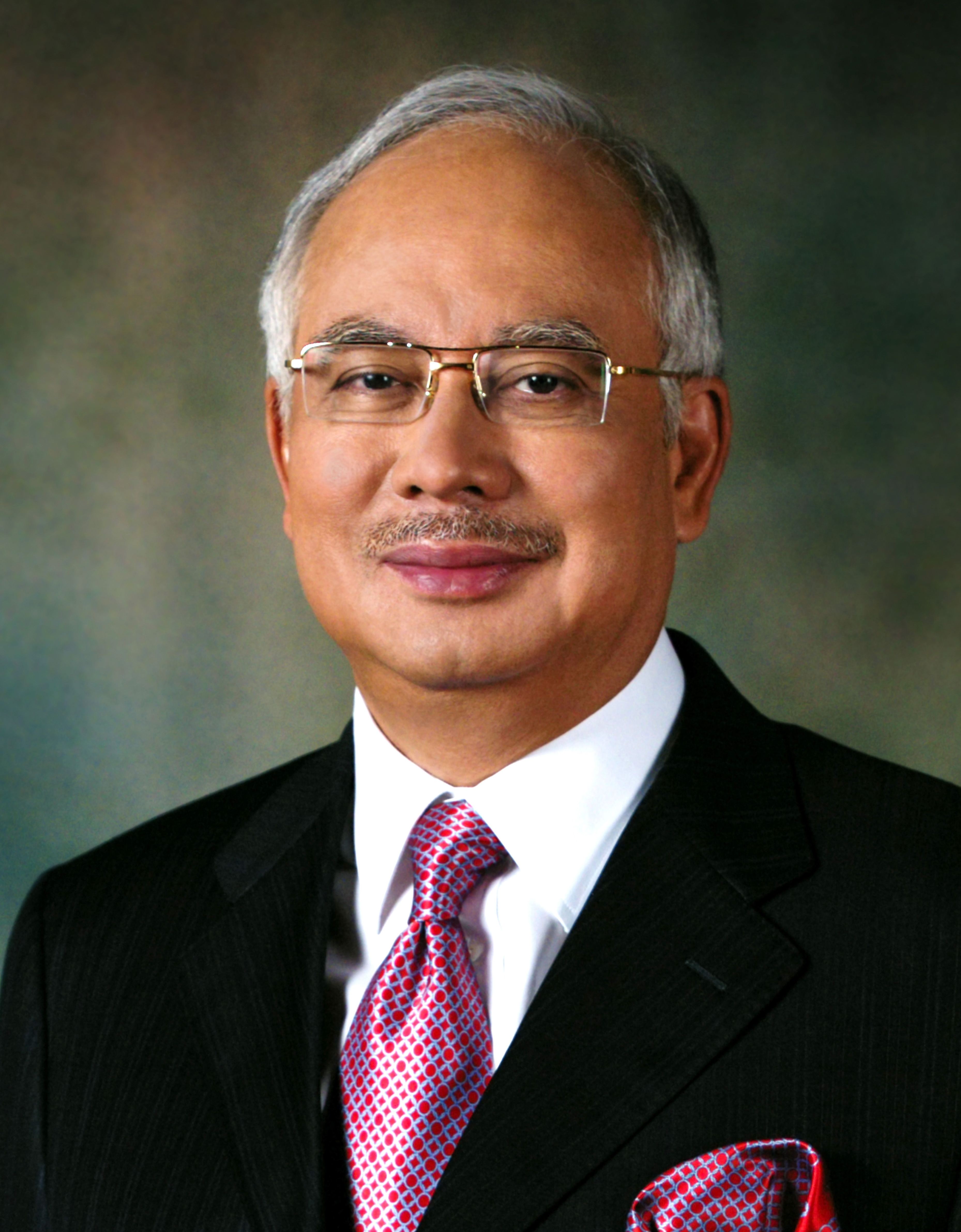
Najib Razak

Najib Razak é o sexto primeiro-ministro da Malásia. Ele é um líder político controverso, conhecido pelo Escândalo 1MDB, que levou à sua derrota humilhante nas eleições gerais da Malásia em 2018. Além do escândalo 1MDB, Najib também foi criticado por seu estilo de vida luxuoso e posse de ativos ostensivos, considerados incompatíveis com a renda oficial de um primeiro-ministro. Em 28 de julho de 2020, Najib foi condenado a 12 anos de prisão e multa de RM210 milhões. Em 23 de agosto de 2022, o Tribunal Federal confirmou a condenação de Najib por desvio de fundos de RM42 milhões da SRC International Sdn Bhd. Ele chegou à Prisão de Kajang às 18h47 para cumprir sua sentença.
O relatório do portal financeiro internacional, FinanceAsia, também o listou como o pior Ministro das Finanças da região da Ásia-Pacífico.

## Escândalo 1MDB
Em 2015, uma fuga de documentos divulgada no The Edge, Sarawak Report e The Wall Street Journal revelou que o então primeiro-ministro da Malásia, Najib, havia canalizado mais de RM 2,67 bilhões (aproximadamente US$ 700 milhões) para suas contas bancárias pessoais a partir do 1MDB, uma empresa governamental de desenvolvimento estratégico. O suposto mentor do esquema, Jho Low, teve papel central na movimentação dos fundos do 1MDB internacionalmente por meio de empresas de fachada e contas bancárias offshore. O Departamento de Justiça dos Estados Unidos posteriormente descobriu que mais de US$ 4,5 bilhões foram desviados do 1MDB por Low e outros conspiradores, incluindo autoridades da Malásia, Arábia Saudita e Emirados Árabes Unidos. Esses fundos foram utilizados para adquirir itens e propriedades de luxo, incluindo o iate Equanimity, e financiar a produtora de filmes americana Red Granite Pictures e sua produção de O Lobo de Wall Street. Os recursos do 1MDB sustentaram estilos de vida luxuosos para Low, Najib e sua esposa, Rosmah Mansor, e estabeleceram o enteado de Najib, Riza Aziz, em Hollywood. Também foram feitas tentativas de utilizar os fundos desviados para doações políticas e lobby nos Estados Unidos.
As revelações se tornaram um grande escândalo político na Malásia, desencadeando protestos e reações negativas. Após a abertura de várias investigações na Malásia, Najib respondeu demitindo vários de seus críticos de cargos governamentais, incluindo seu vice Muhyiddin Yassin e o procurador-geral Abdul Gani Patail. As acusações contra Najib foram posteriormente arquivadas. Entre os críticos de Najib estava o ex-primeiro-ministro Mahathir bin Mohamad, que presidiu a Declaração dos Cidadãos da Malásia, reunindo figuras políticas e outras organizações para pedir a renúncia ou afastamento de Najib. A Conferência dos Governantes da Malásia pediu uma investigação rápida do escândalo, afirmando que ele estava causando uma crise de confiança na Malásia.
Após as eleições de 2018, o recém-eleito primeiro-ministro, Mahathir Mohamad, reabriu as investigações malaias sobre o escândalo. O Departamento de Imigração da Malásia proibiu Najib e outras 11 pessoas de deixar o país, enquanto a polícia apreendeu mais de 500 bolsas e 12.000 peças de joias, estimadas em US$ 270 milhões, em propriedades relacionadas a Najib, a maior apreensão de bens na história da Malásia. Najib foi posteriormente acusado de abuso de confiança criminal, lavagem de dinheiro e abuso de poder, enquanto o suposto mentor Jho Low, que se tornou um fugitivo internacional, foi acusado de lavagem de dinheiro. Najib foi posteriormente considerado culpado de sete acusações relacionadas à SRC International, uma subsidiária do 1MDB, e condenado a doze anos de prisão.

## Escândalo de exploração florestal em Pahang
Em 26 de outubro de 1987, o líder da oposição, Lim Kit Siang, pediu à Agência Anticorrupção que investigasse como Najib, que era o Menteri Besar (Governador) de Pahang, poderia aprovar uma concessão de exploração florestal de 2000 acres para um residente de um conjunto habitacional de baixo custo. Ele pediu à ACA que investigasse se o concessionário de exploração florestal era, na verdade, um testa-de-ferro para Najib.

## Escândalo do LCS (Navios de Combate Litorâneos)
Najib foi implicado no desvio de fundos na compra de navios de combate litorâneos (LCS). Existe a percepção de que Najib era "o tomador de decisões mais poderoso" nos acordos de aquisição dos LCS, pois ele era tanto o primeiro-ministro quanto o ministro das Finanças na época (abril de 2009). Em 2022, Najib comentou que o projeto foi dado à empresa contratante Boustead Naval Shipyard Sdn Bhd porque era de propriedade do Armed Forces Fund Board (LTAT) e todos os lucros do projeto iriam para as forças armadas.

## Assassinato de Altantuya Shaariibuu
O modelo mongol Altantuya Shaariibuu desapareceu fora da casa de Abdul Razak Baginda, anteriormente um associado próximo de Najib, em 19 de outubro de 2006 e nunca mais foi vista. Três semanas depois, seus restos mortais foram encontrados em uma floresta em Selangor. Em 2008, Abdul Razak foi absolvido de cumplicidade no assassinato de Altantuya pelo Tribunal Superior, enquanto o Inspetor-Chefe Azilah Hadri e o Cabo Sirul Azhar Umar foram considerados culpados em 2015 e condenados à morte.
Em 2007, uma testemunha mongol causou tumulto no tribunal ao revelar que Altantuya havia sido fotografada tendo uma refeição com um oficial do governo malaio chamado 'Najib'. O detetive P. Balasubramaniam também ligou então Najib a Altantuya em uma declaração juramentada em 3 de julho de 2008. Najib tem negado repetidamente conhecer Altantuya ou ter qualquer envolvimento em sua morte.
Em 16 de dezembro de 2019, o ex-membro da unidade de ação especial da polícia (UTK), Azilah Hadri, afirmou em uma declaração juramentada que agiu sob as ordens de Najib. Najib afirmou que esse desenvolvimento era uma conspiração com o objetivo de colocá-lo imediatamente atrás das grades, já que o crime de assassinato não permite fiança. Em 23 de dezembro, o Inspetor-Geral de Polícia, Abdul Hamid Bador, afirmou que a polícia poderia convocar Najib para interrogatório sobre o assassinato.
Ao revisar o caso Altantuyaa, Tommy Thomas, Procurador-Geral da Malásia de 2018 a 2020, escreveu que as evidências "implicaram não apenas Najib como a pessoa que deu a ordem para matar [um dos seguranças], mas também seu ajudante de campo, Musa Safri".

## A Malásia como um Estado Islâmico
Em 17 de julho de 2007, Najib afirmou que a Malásia é um estado islâmico e não secular. Ele disse:
O Islã é a religião oficial e somos um Estado Islâmico - Malásia.
No entanto, Estado Islâmico não significa que não respeitamos os direitos dos não-muçulmanos.
Os muçulmanos e os não-muçulmanos têm direitos e nós protegemos os direitos dos não-muçulmanos.— Najib
Os comentários de Najib afirmando que o país nunca foi um estado secular irritaram muitos não-muçulmanos. Suas declarações provocaram respostas de advogados, partidos de oposição e líderes religiosos, que acusaram o governo de ignorar a história e a constituição da Malásia. As autoridades finalmente ordenaram que a mídia convencional abandonasse o assunto.

## Direitos LGBT
O governo liderado por Najib era abertamente homofóbico e usava leis de sodomia para difamar e prender o oponente político Anwar Ibrahim por quase uma década.
Em dois discursos proferidos em junho e julho de 2012 para grupos muçulmanos, Najib descreveu os gays como uma "cultura desviante" que não tinha lugar na Malásia. Em dezembro daquele ano, a Human Rights Watch criticou os comentários de Najib, afirmando que suas "ações contra pessoas LGBT são uma contradição flagrante com seu autoproclamado perfil de líder 'moderado' global". Essas ações incluem o fechamento de um festival de diversidade sexual em novembro de 2011 e um programa do governo para treinar pessoas a "converter gays". Durante a assinatura da Declaração de Direitos Humanos da ASEAN na 21ª Cúpula da ASEAN em 2012, Najib deliberadamente excluiu os direitos LGBT com base no pressuposto de que o país possui suas próprias normas e valores morais.
Sob sua administração, o Ministério da Informação, Comunicações e Cultura apresentou uma peça intitulada "Asmara Songsang" (Amor Desviante). A peça retratava indivíduos LGBT como bandidos predatórios e terminava com um raio atingindo todos os personagens.
Najib deixou claro em um discurso em agosto de 2015, durante um seminário internacional de moderação islâmica em Selangor, que ele acreditava que a Malásia não deveria apoiar os direitos LGBT. Najib afirmou que sua administração fará o melhor para defender os direitos humanos, mas apenas dentro dos limites do Islã, e que a Malásia não pode defender os aspectos mais "extremos dos direitos humanos", como os direitos de gays, lésbicas e transsexuais. Isso levou a Human Rights Watch a sugerir que a Malásia se retire das Nações Unidas se o governo não estivesse realmente comprometido com a defesa dos direitos humanos para todos.

## Dieta de quinoa
Em 22 de fevereiro de 2018, Najib disse que mudou para o mais saudável quinoa depois que ele foi apresentado a ela por seu filho. Ele disse:
Eu não faço exercício com frequência, gosto de comer. Meu problema é que eu amo comida, como a maioria dos malaios. Nós amamos comida. Eu tenho que controlar. Por exemplo, eu não como arroz, eu como quinoa, meu filho me apresentou à quinoa. Ela vem do Peru, o povo Inca a plantou há 3.000 anos. É baseada em proteínas, tem menos carboidratos e menos açúcar. Então é melhor que o arroz.— Najib
 O comentário dele de que a quinoa era o seu substituto para o arroz atraiu críticas de políticos da oposição, que afirmaram que ele estava desconectado das massas.
O ex-primeiro-ministro Mahathir bin Mohamad escreveu no Twitter que ele só come arroz local. Outro líder da oposição, Lim Kit Siang, disse: "A quinoa que Najib come é cerca de 23 vezes mais cara do que o arroz, que é comido por 30 milhões de malaios", e que a 14ª eleição geral seria "quinoa versus arroz"; "um governo limpo versus cleptocracia; e Najib versus o povo da Malásia". O legislador do DAP, Lim Lip Eng, afirmou que Najib está desconectado das dificuldades enfrentadas pelos malaios.
Em 23 de fevereiro, o Escritório do Primeiro Ministro (PMO) esclareceu que a quinoa foi recomendada pelo médico de Najib e que ele não depende exclusivamente dela.

## Caso de imposto de RM1,69 bilhão
O governo, por meio do LHDN, entrou com um processo contra Najib em 25 de junho de 2019, buscando o pagamento total de RM1,69 bilhão em dívidas de imposto de renda de 2011 a 2017, com juros de 5% ao ano a partir da data da sentença, além de custas e outras medidas consideradas adequadas pelo tribunal.
Em 8 de agosto de 2019, Najib entrou com um pedido de suspensão do processo movido pelo IRB. Em 28 de fevereiro de 2020, o Tribunal Superior indeferiu o pedido de suspensão do processo movido pelo IRB, que buscava que Najib pagasse RM1,69 bilhão em imposto de renda pendente enquanto aguardava o recurso da avaliação tributária ao IRB.
Em 22 de julho de 2020, o Tribunal Superior decidiu a favor da Inland Revenue Board (IRB) em um julgamento sumário, permitindo a cobrança das dívidas fiscais de Najib no valor de RM1,69 bilhão.
Em 6 de abril de 2021, Najib afirmou que recebeu uma notificação de falência do Inland Revenue Board. Ele afirmou que ser declarado falido significaria perder seu assento parlamentar e ficar inelegível para concorrer em eleições internas do partido e eleições nacionais.
Em 14 de junho de 2021, o Tribunal Superior indeferiu o pedido de suspensão de execução de sua ordem para que Najib pagasse RM1,69 bilhão devido ao IRB, decidindo que todos os contribuintes são iguais perante a lei.

## Caso de difamação de Dzulkefly Ahmad
Em 31 de dezembro de 2021, o ex-ministro da saúde Dzulkefly Ahmad apresentou uma ação de difamação contra Najib após suas alegações de nepotismo e clientelismo. Ele apresentou uma declaração de reivindicação no Tribunal Superior de Kuala Lumpur, fornecendo uma postagem no Facebook de 24 de agosto de 2020 por Najib, juntamente com um artigo do Sinar Harian datado de 28 de janeiro de 2019, como evidência-chave. Dzulkefly está buscando uma medida judicial para impedir que Najib faça mais alegações difamatórias e um pedido formal de desculpas, entre outras coisas, do tribunal superior, e também está solicitando RM5 milhões em danos gerais.
Em 3 de fevereiro de 2022, foi dito a Najib que apresentasse sua defesa até 17 de fevereiro em um processo de difamação movido contra ele por Dzulkefly. De acordo com um relatório do The Edge Markets, a assistente sênior do registrador do Tribunal Superior de Kuala Lumpur, Nurul Izzah Hasan Basri, direcionou os advogados de Dzulkefly durante a gestão do caso a apresentarem uma réplica à defesa de Najib até 3 de março.
Em 29 de março de 2022, Najib alegou que a postagem sobre clientelismo em sua conta do Facebook não se referia a Dzulkefly. Ele disse que estava apenas defendendo a coligação Perikatan Nasional (PN) ao destacar a hipocrisia de Pakatan Harapan (PH) em alegar nepotismo, clientelismo e nomeações políticas com relação a cargos em empresas ligadas ao governo (GLCs).
Em 22 de junho de 2022, o advogado SN Nair, que representa Dzulkefly, informou que o caso foi marcado para julgamento por quatro dias em junho de 2024.